# Endlicheria dysodantha
Endlicheria dysodantha är en lagerväxtart som först beskrevs av R. & P., och fick sitt nu gällande namn av Carl Christian Mez. Endlicheria dysodantha ingår i släktet Endlicheria och familjen lagerväxter. Inga underarter finns listade i Catalogue of Life.